# Debeulseu peullaen
Debeulseu peullaen  (coreano: 데블스 플랜 ; título original: The Devil's Plan ) é um reality show sul-coreano da Netflix que estreou em 26 de setembro de 2023. O programa reúne doze competidores que participam de jogos de estratégia que combinam cooperação e competição com o objetivo de ganhar um prêmio em dinheiro. A segunda temporada está prevista para maio de 2025.
A segunda temporada manterá o formato inovador do programa, apresentando novos competidores que enfrentarão desafios estratégicos que exigirão tanto trabalho em equipe quanto tomadas de decisão individuais sob pressão. Com estreia prevista para maio de 2025, a temporada promete intensificar a tensão psicológica e a complexidade dos jogos, mantendo o espírito competitivo e inteligente que conquistou o público na primeira temporada.

## Formato
Doze concorrentes famosos recebem inicialmente um fragmento. Os fragmentos podem ser conquistados ou perdidos sobretudo nas duas competições diárias: a partida principal e a partida da premiação. Se o jogador perder todos seus fragmentos, é eliminado. Os fragmentos podem ser trocados entre os jogadores ou gastos em benefícios do jogo.
Após a partida principal competitiva, os dois jogadores sobreviventes com menos fragmentos são enviados para a prisão até a próxima partida principal. O jogador ou jogadores com mais fragmentos tomam decisões de desempate sobre quem será enviado para a prisão. A partida da premiação é colaborativa e determina se uma quantia em dinheiro – ₩ 50.000.000 ou ₩ 100.000.000 – será adicionada ao prêmio final, que pode totalizar até ₩ 500.000.000.
Os jogos apresentados incluem jogos de dedução social, jogos de tabuleiro, jogos de cartas e jogos de estratégia abstratos, como o cidade dorme. As partidas principais normalmente mostram os jogadores formando alianças, enquanto as partidas de premiação testam habilidades, incluindo memorização, cálculo numérico e visualização.
A combinação de três tipos diferentes de fragmento forma uma forma semelhante a um octaedro, a partir da qual a pista next year pode ser lida. Essa pista deve ser utilizada em um cofre escondido na prisão e desbloqueia uma variante de Gomoku, no qual o jogador deve lembrar a cor de cada peça. A vitória nesse jogo dá ao competidor dez fragmentos; a derrota o faz perder todos os fragmentos e, portanto, ser eliminado.

## Produção
O programa foi produzido por Jeong Jong-yeon, que já trabalhou no gênero reality show de sobrevivência antes, como em The Genius. Ele disse que ajustes foram feitos à medida que o show avançava porque o comportamento dos competidores era imprevisível. O vice-campeão ORBIT, por exemplo, jogou com uma estratégia inusitada ao colaborar para salvar os jogadores da eliminação. Jeong disse que não era a direção que ele queria que os jogos avançassem, mas que isso criou uma nova narrativa para o gênero.
Em novembro de 2023, a Netflix renovou a série para uma segunda temporada.

## Temporadas

### 1ª temporada
| Competidor(a)                 | Dia 1 | Jogo 1 | Dia 2 | Jogo 2 | Dia 3 | Jogo 3 | Dia 4 | Jogo 4 | Noite 4 | Dia 5 | Jogo 5 | Noite 5 | Dia 6 | Jogo 6 | Noite 6 | Final        |
| ----------------------------- | ----- | ------ | ----- | ------ | ----- | ------ | ----- | ------ | ------- | ----- | ------ | ------- | ----- | ------ | ------- | ------------ |
| Ha Seok-jin (하석진)          | 1     | 1      | 2     | 5      | 3     | 3      | 4     | 3      | 3       | 3     | 2      | 2       | 13    | 16     | 22      | Vencedor     |
| ORBIT (재혁)                  | 1     | 1      | 1     | 3      | 2     | 3      | 3     | 2      | 2       | 3     | 4      | 4       | 4     | 11     | 14      | Vice-campeão |
| Seo Dong-joo (서동주)         | 1     | 1      | 2     | 2      | 2     | 3      | 3     | 4      | 4       | 3     | 4      | 6       | 6     | 11     | 11      |              |
| Kwak Joon-bin (곽준빈)        | 1     | 1      | 1     | 1      | 2     | 2      | 2     | 3      | 4       | 4     | 3      | 4       | 4     | 0      |         |              |
| Seo Yoo-min (서유민)          | 1     | 1      | 1     | 2      | 2     | 2      | 3     | 3      | 3       | 3     | 5      | 6       | 6     | 0      |         |              |
| Boo Seung-kwan (부승관)       | 1     | 1      | 1     | 1      | 1     | 2      | 2     | 1      | 1       | 1     | 3      | 3       | 3     | 0      |         |              |
| Park Kyung-lim (박경림)       | 1     | 1      | 2     | 1      | 1     | 2      | 3     | 4      | 3       | 3     | 3      | 4       | 4     | 0      |         |              |
| Lee Si-won (이시원)           | 1     | 5      | 4     | 2      | 3     | 2      | 2     | 1      | 1       | 2     | 2      | 0       |       |        |         |              |
| Cho Yeon-woo (조연우)         | 1     | 1      | 1     | 1      | 1     | 1      | 1     | 2      | 2       | 2     | 0      |         |       |        |         |              |
| Kim Dong-jae (김동재)         | 1     | 2      | 5     | 2      | 3     | 0      |       |        |         |       |        |         |       |        |         |              |
| Lee Hye-sung (이혜성)         | 1     | 1      | 1     | 1      | 1     | 0      |       |        |         |       |        |         |       |        |         |              |
| Guillaume Patry (기욤 패트리) | 1     | 5      | 4     | 0      |       |        |       |        |         |       |        |         |       |        |         |              |

### 2ª temporada
| Competidor(a)           | Dia 1 | Jogo 1 | Dia 2 | Jogo 2 | Dia 3 | Jogo 3 | Dia 4  | Jogo 4 | Noite 4 | Dia 5  | Jogo 5 | Noite 5 | Dia 6 | Jogo 6 | Noite 6 | Final       |
| ----------------------- | ----- | ------ | ----- | ------ | ----- | ------ | ------ | ------ | ------- | ------ | ------ | ------- | ----- | ------ | ------- | ----------- |
| Jeong Hyun-gyu (정현규) | 1     | 4      | N/A   | 4      | 4     | N/A    | 4 (14) | 4 (14) | N/A     | 8 (18) | N/A    | 14      | N/A   | 11     | 11      | Vencedor    |
| Yoon So-hee (윤소희)    | 1     | 4      | N/A   | 5      | 5     | N/A    | 6      | 6      | N/A     | 11     | N/A    | 6       | N/A   | 14     | N/A     | Vice-campeã |
| Choi Hyun-joon (최현준) | 1     | 1      | 1     | 1      | 1     | 1      | 10     | 11     | N/A     | 13     | N/A    | 7       | N/A   | 6      | 0       |             |
| 7high                   | 1     | 1      | N/A   | 1      | 2     | N/A    | 2      | 4      | 4       | 2      | 2      | 1       | 2     | 0      |         |             |
| Son Eun-yoo (손은유)    | 1     | 1      | 1     | 1      | 1     | 2      | 2      | 2      | 2       | 2      | 2      | 5       | 4     | 0      |         |             |
| Kang Ji-young (강지영)  | 1     | 1      | N/A   | 1      | 4     | N/A    | 4      | 4      | 4       | 3      | 4      | 2       | 0     |        |         |             |
| Kyuhyun (규현)          | 1     | 4      | N/A   | 4      | 4     | N/A    | 4      | 9      | N/A     | 8      | N/A    | 0       |       |        |         |             |
| Tinno (티노)            | 1     | 4      | N/A   | 4      | 4     | N/A    | 6      | 6      | N/A     | 8      | 0      |         |       |        |         |             |
| Justin H. Min           | 1     | 1      | 1     | 1      | 2     | 2      | 2      | 1      | 1       | 0      |        |         |       |        |         |             |
| Kim Ha-rin (김하린)     | 1     | 1      | 2     | 2      | 2     | 3      | 3      | 3      | 0       |        |        |         |       |        |         |             |
| Lee Sedol (이세돌)      | 1     | 1      | 1     | 1      | 2     | 2      | 2      | 0      |         |        |        |         |       |        |         |             |
| Park Sang-yeon (박상연) | 1     | 1      | N/A   | 1      | 1     | 0      |        |        |         |        |        |         |       |        |         |             |
| Lee Seung-hyun (이승현) | 1     | 1      | 1     | 0      |       |        |        |        |         |        |        |         |       |        |         |             |
| Chuu (츄)               | 1     | 1      | 0     |        |       |        |        |        |         |        |        |         |       |        |         |             |